# Janne Pesonen
Pour les articles homonymes, voir Pesonen.
Janne Pesonen (né le 11 mai 1982 à Suomussalmi en Finlande) est un joueur professionnel de hockey sur glace.

## Carrière

### Début de carrière en Finlande
Il commence sa carrière en jouant pour l'équipe de Hokki Kajaani en 1998-1999 ; l'équipe évolue alors dans le championnat de second échelon de Finlande, Mestis. Il rejoint ensuite l'organisation du Kärpät Oulu et joue avec les juniors pour la saison 2000-2001. Il finit la saison régulière à la première place du championnat avec son équipe mais l'équipe va perdre en demi-finale puis perdre le match pour la troisième place. À titre personnel, il inscrit une trentaine de points,.
En 2001-2001, il va faire ses débuts dans l'effectif de l'équipe senior jouant une dizaine de matchs dans la SM-liiga, première division de Finlande. Il joue la majorité de la saison dans l'équipe junior et malgré une nouvelle première place sur la saison régulière, Kärpät va perdre au premier tour des playoffs.
Il retourne ensuite dans l'effectif de Hokki Kajaani et passe la saison entière en Mestis avant de faire ses grands débuts officiels dans la première division en 2003-2004. Lors de cette saison, il reçoit le trophée du meilleur joueur dans sa première année, le trophée Jarmo-Wasama. Il remporte également avec son équipe le titre de champion de la saison et soulève pour la première fois de sa carrière le Kanada-malja. Il va rester dans l'effectif de l'équipe jusqu'en 2007-2008 bien qu'il soit choisi lors du repêchage d'entrée dans la Ligue nationale de hockey de 2004. 269e joueur choisi et ce par les Mighty Ducks d'Anaheim, il préfère continuer sa carrière dans son pays natal et empile les titres de champion de Finlande, soulevant une nouvelle fois le Kanada-malja en 2004-2005, 2006-2007 et 2007-2008. En 2006-2007, jouant aux côtés de Viktor Ujčík et Michal Broš, il remporte également le titre de meilleur joueur des séries et gagne ainsi le trophée Jari-Kurri et est également désigné comme joueur de l'équipe type de la saison. En 2007-2008, il est une nouvelle fois mis en avant remportant le trophée Veli-Pekka-Ketola du plus grand nombre de points inscrits, finissant meilleur buteur et passeur de la saison. Il remporte également le prix du joueur avec le meilleur différentiel +/- de la ligue et termine dans l'équipe type de la saison.

### Suite de carrière
Le 7 juillet 2008, il signe un contrat de un an avec les Penguins de Pittsburgh de la Ligue nationale de hockey en tant qu'agent libre. Affectés aux Penguins de Wilkes-Barre/Scranton de la Ligue américaine de hockey, il y joue sept matchs, inscrivant 9 points avant d'être appelés pour jouer son premier match de sa carrière dans la LNH avec les Penguins contre les Blues de Saint-Louis le 1er novembre 2008. Finalement, il joue la quasi-totalité de la saison dans la LAH et finit quatrième pointeur de la ligue avec un total de 82 points. Par la même occasion, il devient le meilleur pointeur de l'équipe sur une saison battant le record de Toby Petersen avec 67 réalisations en 2000-2001 et le meilleur passeur à égalité avec Jeff Taffe, tous deux inscrivants 50 passes décisives,.
Il ne parvient pas à trouver une place au sein de l'équipe des Penguins et lors de l'intersaison, signe avec Ak Bars Kazan de la Ligue continentale de hockey. Il remporte la Coupe Gagarine 2010.

## Statistiques
| Saison    | Équipe                 | Ligue     |    | Saison régulière | Saison régulière | Saison régulière | Saison régulière | Saison régulière |   | Séries éliminatoires | Séries éliminatoires | Séries éliminatoires | Séries éliminatoires | Séries éliminatoires |
| Saison    | Équipe                 | Ligue     | PJ | B                | A                | Pts              | Pun              | PJ               | B | A                    | Pts                  | Pun                  |                      |                      |
| 1998-1999 | Hokki Kajaani          | Mestis    | 2  | 0                | 0                | 0                | 0                |                  |   |                      |                      |                      |                      |                      |
| 2000-2001 | Kärpät Oulu            | A-Nuorten | 41 | 9                | 22               | 31               | 18               | 6                | 1 | 1                    | 2                    | 0                    |                      |                      |
| 2001-2002 | Kärpät Oulu            | SM-Liiga  | 9  | 2                | 0                | 2                | 0                | 1                | 0 | 0                    | 0                    | 0                    |                      |                      |
| 2001-2002 | Kärpät Oulu            | A-Nuorten | 42 | 12               | 19               | 31               | 18               | 3                | 2 | 0                    | 2                    | 2                    |                      |                      |
| 2002-2003 | Hokki Kajaani          | Mestis    | 40 | 14               | 21               | 35               | 62               | 3                | 2 | 0                    | 2                    | 4                    |                      |                      |
| 2003-2004 | Kärpät Oulu            | SM-Liiga  | 56 | 17               | 13               | 30               | 28               | 15               | 1 | 1                    | 2                    | 4                    |                      |                      |
| 2004-2005 | Kärpät Oulu            | SM-Liiga  | 55 | 11               | 18               | 29               | 42               | 12               | 2 | 0                    | 2                    | 0                    |                      |                      |
| 2004-2005 | Kärpät Oulu            | CE        | 3  | 0                | 0                | 0                | 2                |                  |   |                      |                      |                      |                      |                      |
| 2005-2006 | Kärpät Oulu            | SM-Liiga  | 53 | 8                | 14               | 22               | 34               | 11               | 4 | 0                    | 4                    | 8                    |                      |                      |
| 2006-2007 | Kärpät Oulu            | SM-Liiga  | 56 | 22               | 33               | 55               | 38               | 9                | 4 | 3                    | 7                    | 10                   |                      |                      |
| 2007-2008 | Kärpät Oulu            | SM-Liiga  | 56 | 34               | 44               | 78               | 58               | 14               | 7 | 9                    | 16                   | 10                   |                      |                      |
| 2007-2008 | Kärpät Oulu            | CE        | 2  | 3                | 0                | 3                | 0                |                  |   |                      |                      |                      |                      |                      |
| 2008-2009 | Penguins de Pittsburgh | LNH       | 7  | 0                | 0                | 0                | 0                |                  |   |                      |                      |                      |                      |                      |
| 2008-2009 | Penguins de WBS        | LAH       | 70 | 32               | 50               | 82               | 33               | 5                | 1 | 5                    | 6                    | 0                    |                      |                      |
| 2009-2010 | Ak Bars Kazan          | KHL       | 42 | 14               | 11               | 25               | 12               | 8                | 1 | 0                    | 1                    | 4                    |                      |                      |
| 2010-2011 | Ak Bars Kazan          | KHL       | 46 | 14               | 13               | 27               | 28               | 8                | 3 | 1                    | 4                    | 4                    |                      |                      |
| 2011-2012 | HIFK                   | SM-Liiga  | 38 | 13               | 15               | 28               | 18               | 4                | 0 | 1                    | 1                    | 0                    |                      |                      |
| 2012-2013 | Ak Bars Kazan          | KHL       | 45 | 17               | 10               | 27               | 42               | 18               | 4 | 8                    | 12                   | 28                   |                      |                      |
| 2013-2014 | Ak Bars Kazan          | KHL       | 48 | 16               | 6                | 22               | 18               | 6                | 1 | 2                    | 3                    | 6                    |                      |                      |
| 2014-2015 | Ak Bars Kazan          | KHL       | 22 | 7                | 3                | 10               | 8                | -                | - | -                    | -                    | -                    |                      |                      |
| 2014-2015 | Skellefteå AIK         | SHL       | 26 | 16               | 10               | 26               | 14               | 15               | 4 | 6                    | 10                   | 2                    |                      |                      |
| 2015-2016 | Skellefteå AIK         | SHL       | 21 | 11               | 11               | 22               | 2                | 16               | 3 | 5                    | 8                    | 0                    |                      |                      |
| 2016-2017 | HC Ambrì-Piotta        | LNA       | 49 | 13               | 21               | 34               | 18               | 8                | 2 | 1                    | 3                    | 2                    |                      |                      |
| 2017-2018 | Växjö Lakers HC        | SHL       | 30 | 8                | 14               | 22               | 4                | 12               | 3 | 5                    | 8                    | 2                    |                      |                      |
| 2018-2019 | Växjö Lakers HC        | SHL       | 42 | 17               | 13               | 30               | 18               | 6                | 0 | 1                    | 1                    | 0                    |                      |                      |
| 2019-2020 | Kärpät Oulu            | Liiga     | 27 | 6                | 9                | 15               | 14               | -                | - | -                    | -                    | -                    |                      |                      |

## Trophées et honneur
- SM-liiga
  - Champion — Kanada-malja : 2004, 2005, 2007 et 2008
  - Meilleur joueur recrue — trophée Jarmo-Wasama : 2004
  - Meilleur joueur des séries — trophée Jari-Kurri : 2007
  - Meilleur pointeur de la saison — trophée Veli-Pekka-Ketola : 2008
- Ligue américaine de hockey
  - 2009 : nommé dans la 2e équipe d'étoiles